# 溪边蹄盖蕨
溪边蹄盖蕨（学名：Athyrium deltoidofrons），为蹄盖蕨科蹄盖蕨属下的一个植物变种。